# Kleine jager
De kleine jager (Stercorarius parasiticus) is een vogel uit de familie van jagers (Stercorariidae). De wetenschappelijke naam van de soort werd in 1758 als Larus parasiticus gepubliceerd door Carl Linnaeus.

## Veldkenmerken
De vogel wordt zo'n 45 cm lang. Het verenkleed is donkerbruin, met geelwitte wangen en hals.

## Leefwijze
Deze vogel steelt zijn voedsel, dat bestaat uit visjes, aas, wormen, insecten of jonge vogeltjes, van andere vogels.

## Verspreiding en leefgebied
In Europa komt de kleine jager tijdens het broedseizoen alleen voor in het noorden van Schotland, langs de Scandinavische kust en in IJsland. Langs de Nederlandse kust worden de meeste kleine jagers gezien tijdens de najaarstrek in de maanden augustus tot november. In het voorjaar is er een veel kleinere doortrekpiek in de maanden maart tot mei.

## Status
De grootte van de populatie is in 2015 geschat op 400-600 duizend volwassen vogels. Op de Rode lijst van de IUCN heeft deze soort de status niet bedreigd.